# Tchi-Cum-Bah
Singles de Superbus
Superstar
(2003)
Tchi-Cum-Bah est une chanson du groupe de rock français Superbus. C'est le premier single du groupe, et le premier extrait de l'album Aéromusical.

## Genèse
Tchi-Cum-Bah est la chanson grâce à laquelle les Superbus ont eu carte blanche pour réaliser leur premier album, il s'est donc imposé comme premier single. D'abord diffusé en radio dès la fin 2001, il est sorti en single en octobre 2002.
Le titre de la chanson est composé de trois onomatopées que sont Tchi, Cum et Bah. En soi, ce titre ne signifie strictement rien. La chanson traite de l'amour évaporé et de l'état de solitude dans lequel un homme laisse sa compagne.

## Clip vidéo
Dans le clip réalisé par les Spe6men, les membres du groupe jouent pendant les couplets dans un minibus. Ces scènes sont alternées avec d'autres représentant des maris délaissant leur femme. Lors du refrain, le groupe entre dans leur maison et Jennifer Ayache bat les hommes qui s'y trouvent.

## Reprises
- Camélia-Jordana, Thomas et Dalé le 28 avril 2009 lors de l'émission Nouvelle Star

## Liste des pistes
- CD single en France
  1. Tchi-Cum-Bah – 2:24
  2. No School Today - 3:06
- CD single en France - Édition Limitée
  1. Tchi-Cum-Bah – 2:24
  2. Miss Underground - 3:10
  3. No School Today - 3:06
  4. Tchi Cum Bah (Clip vidéo) - 2:25
- CD maxi single au Royaume-Uni
  1. Tchi-Cum-Bah – 2:24
  2. Miss Underground - 3:10
  3. Le Loup - 3:19
  4. Tchi Cum Bah (Clip vidéo) - 2:25